# Николаи, Михаэль
Михаил Николаи (родился 13 декабря 1956 года в Берлине) — бывший немецкий гимнаст.
В 1980 и 1982 годах Николаи был присужден орден «За заслуги перед Отечеством».

## Спортивные достижения
В соревнованиях по спортивной гимнастике на летних Олимпийских играх в 1976 и 1980 годах Николаи завоевал бронзовую и серебряную медаль в командных соревнованиях в составе восточно-германской (ГДР) команды. В индивидуальных соревнованиях на двух Олимпиадах выиграл две бронзовые медали в упражнениях на коне; в 1980 году финишировал четвёртым в упражнениях на турнике и на брусьях.
На чемпионате мира по спортивной гимнастике 1981 года Николаи завоевал золотую медаль в упражнениях на коне, бронзовую — в командных соревнованиях чемпионата 1978 года. Завоевал серебро на чемпионате Европы 1977 года в упражнении на коне.
В чемпионатах ГДР выигрывал в общей сложности семь раз: в 1978, 1979, 1980 и 1982 годах — в упражнениях на коне и брусьях, в 1981, 1979 и 1981 годах — в упражнениях на брусьях. В 1981 году выиграл первенство по очкам в упражнениях на брусьях у своего брата — близнеца Иёргена Николаи.